# Magdalena (Laguna)
Magdalena è una municipalità di quinta classe delle Filippine, situata nella Provincia di Laguna, nella Regione del Calabarzon.
Magdalena è formata da 24 baranggay:
- Alipit
- Baanan
- Balanac
- Bucal
- Buenavista
- Bungkol
- Buo
- Burlungan
- Cigaras
- Halayhayin
- Ibabang Atingay
- Ibabang Butnong

- Ilayang Atingay
- Ilayang Butnong
- Ilog
- Malaking Ambling
- Malinao
- Maravilla
- Munting Ambling
- Poblacion
- Sabang
- Salasad
- Tanawan
- Tipunan